# Тейла Еммаган
Тейла Еммаган (англ. Teyla Emmagan) — вигаданий персонаж у канадсько-американському науково-фантастичному телесеріалі Зоряна брама: Атлантида, якого зіграла Рейчел Латтрелл.
Донька Тагана, лідер села на планеті Атос. Бачила смерть багатьох членів своєї сім'ї від рейфів і володіє (як і деякі з її колег-атозіанців) здатністю відчувати їх. Фахівець з військової стратегії, бойових мистецтв та дипломатії у галактиці Пегас, відображає знання і професіоналізм у практикуванні з земними технологіями. Тейла практикує форму боротьби у вигляді бійки на палицях (на основі ескріма) з Джоном Шеппардом і взяла на себе обов'язок з використання земної зброї (наприклад, P-90).

## Біографія
Після зникнення Елізабет Вейр полковник Саманта Картер призначена командувачем Атлантиди, на місце загиблого доктора Карсона Беккета призначений новий старший медичний співробітник — Дженніфер Келлер. Тейла взяла її на Новий Атос для проведення звичайних щеплень, по прибуттю в поселення вони виявили, що Атозіанців немає на місці. Після цієї місії доктор Келлер виявила, що Тейла вагітна. Незабаром Атлантиду відвідав провидець Давос. Він конфіденційно сказав Тейлі, що знав про її вагітність і що Атозіанці живі, але не знає, де вони знаходяться.
Тейла розповіла Шеппардові все, й у відповідь він усуває її від служби. Пізніше Тейлі вдається умовити його повернути її в команду, вона пілотувала корабель-вулик до секретної клонуючої станції Рейфів. Тейла вступила у ментальний бій з Королевою. Її здібності посилені здібностями її ненародженої дитини, але в цій сутичці остання ледь не загинула, Тейла зрозуміла, що Шеппард мав рацію, відсторонивши її від служби.
Пізніше Тейла потрапила в пастку Майкла. У місці свого ув'язнення вона дізнається, що Майкл викрав її народ і деяких з них перетворив на Гібридів. Він планував використати її дитину для завершення досліджень з удосконалення способу створення Гібридів.
Поки крейсер Майкла бився з «Дедалом», Шеппард, Ронон і Маккей висадилися на судно в пошуках Тейли. У той час як Шеппард і Ронон виводили з ладу гіпердвигун крейсера, Маккей змушений прийняти у Тейли пологи. Тейла народила хлопчика. Їй вдалося переконати Канаана (батька дитини і Гібрида Майкла) допомогти їм втекти з корабля, команда полетіла на Стрілі.
До обов'язків Тейли Еммаган з народженням дитини в п'ятому сезоні як члену команди Джона Шеппарда додаються ще й материнські обов'язки і, в деякому роді, і обов'язок дружини Канана. Такий розвиток подій додає неузгодженості у відносинах Джона і Тейли, оскільки героїні складно прийняти будь-яку сторону (сімейну чи Атлантиса). Короткочасний конфлікт (у 3 серії Тейла висловлює своє незадоволення полковнику про те, що останній так швидко зміг знайти їй заміну) вирішується на користь Атлантиса. Сюжетна лінія Еммаган, у порівнянні з попередніми сезонами, менш насичена (8 серія - участь Тейли як королеви рейфів; 14 серія - повернення Майкла), також повністю зникає романтична лінія, поступившись, мабуть, місцем сімейним канонам. Зближення дочки Кагана спостерігається у випадку з Родні Маккеєм (оскільки останній приймав у неї пологи в 1 серії), в основному, через її дитину. В останньому епізоді разом з іншими членами команди вона на Атлантисі прилітає на Землю.

## Характер
Володіє здатністю відчувати рейфів. Коли це було виявлено, вона змогла вступити в контакт з розумом рейфів з різним ступенем успіху.
Лідерські якості Тейли поважаються в Атлантиді, вона часто вважається неофіційним третім командиром в команді. Час від часу залишається за головну, коли нинішній керівник експедиції чи Джон Шеппард далеко.

## Відносини
Тейла познайомилася з Джоном Шеппардом у першій серії «Пробудження», коли команда атлантийців на чолі з полковником Самніром вирушила на пошуки вільного МНТ і можливого місця для евакуації. Молодий майор більше сподобався атозіанці, про що свідчить її бажання допомогти землянинові у пошуках: вона показала йому старовинні малюнки у печері та розповіла про могутнього ворога. Коли ж Джон врятував її з полону Рейфів, вона відреагувала тим, що визнала, що «Джон заслужив її повагу і дружбу її народу».
Відносини Еммаган і Шеппарда можна характеризувати як стабільні та дружні з рідкими моментами кризи. Поступово романтизм між ними зникає.
Більшість оточуючих сприймають Тейлу і Джона як напарників по команді, і тільки деякі бачать в них потенційну пару. Приміром, Ронан в епізоді «Вихідний» визнається Шеппардові, що він завжди думав про Джона і Тейлу як про можливих майбутніх закоханих, втім, його надії не виправдалися. А доктор Вейр (епізод «Довге прощання»), будучи під контролем Фібіус, як-то іронічно зауважує, що вона «не здивована, що тільки Тейлі вдалося дістатися до нього» - явний натяк на те, що Тейла знає Джона краще за всіх. Також саме в цьому епізоді Тейлан, контролюючи Шеппарда, визнається Тейлі, що для Джона вона важливіше, ніж та вважає.
Під час обвалення бази Майкла (епізод «Пошук» і порятунок»), будучи без свідомості під уламками споруди, Джону ввижається вечеря з Тейлою, де він обговорює з нею події останніх чотирьох років. Подібне наштовхує на думку, що він сприймає атозіанку куди ближче, ніж просто як друга. Після порятунку з-під руїн полковник з друзями відправляється на пошуки Тейли, фактично знехтувавши думкою начальства в особі Картер і доктора Келлер. Рятувальна операція вдається, і в кінці фільму Тейла каже, що «вона ніколи не впадала у відчай, бо знала, що Джон прийде за нею». Еммаган назвала свого сина Торен Джон Еммаган — на честь свого батька та Джона Шеппарда.
Вагаючись між обов'язками матері та члена військової команди атлантийців, Тейлу параллельно обурило і здивувало рішення Шепарда шукати Ронана, коли останнього захопили Рейфи, без участі Еммаган.
Спочатку відносини Тейли й Елізабет Вейр були натягнуті. Тейла - лідер атозіанців, Вейр - лідер атлантийців. Загострення відносин розпочалося в п'ятому епізоді першого сезону «Підозра», коли команда атлантийців постійно натикалась на рейфів, прибуваючи на ту чи іншу планету. Висновок, до якого на засіданні прийшли атлантийці, був однозначний - в Атлантиді завівся шпигун, котрий передає ворогу дані про рух команди землян. В результаті цього пересування атозіанців (і Тейли також) були обмежені, що привело до конфлікту.
З Рононом Тейла пов'язана дружніми відносинами. Вони єдині «іншопланетяни» в експедиції, бо обидва жителі галактики Пегас, а не Чумацького Шляху.
З Родні МакКеєм вона також пов'язана дружніми відносинами, хоча іноді не в захваті від нього. В них є особливий зв'язок, після того як Родні прийняв пологи у Тейли на крейсері Майкла і був першим, хто тримав її дитину.

## Приватне життя

### Канаан
Тейлом і Канаан були друзями з дитинства, їх зв'язував дар відчуття присутності рейфів. Ставши дорослими, вони зрозуміли, що дружба перетворилася на повномасштабні романтичні відносини, і Тейла підсумку завагітніла від нього, хоча дізналася воне про це пізніше. Ронан Декс не був цим здивований , оскільки Тейла говорила йому про свою закоханість в Канаана. Після порятунку Тейли Шеппардом, Ронаном і Маккеєм Канаан допоміг їм покинути корабель Майкла і згодом Дженніфер Келлер перетворила коханого Еммаген назад в людську форму.

## Альтернативні реальності
- В альтернативній реальності, з якої прибув інший Маккей (Род), Род згадує, що з їх Тейлою важко розмовляти.[5]
- В другій альтернативній реальності, коли команда Шеппарда зійшла на борт альтернативного Дедала, Тейла іншої реальності загинула від голоду.[6]
- В альтернативній реальності, коли Шеппард подорожував вперед у часі на 48000 років, він дізнався, що Тейла народила дитину і її вбив Майкл Кенмор, в той час як дитина використана для створення гібридів.[7]

## Цікаві факти
- В оригінальному сценарії Тейлу спочатку звали Міка. Кіра Клавел пробувалась на її роль і хоча вона потрапила на очі творцям телесеріалу, була не «зовсім підходящою для Тейли», і тому отримала роль вагітної Аматерасу в SG-1.
- Результат вагітності Тейли в 4 сезоні мав місце у реальному житті Рейчел Латтрелл.
- Поряд з Родні Маккеєм, Джоном Шеппардом, Елізабет Вейр, Самантою Картер, Радеком Зеленкою, Чаком і Волтером Гарріманом, вона є однією з восьми персонажів, які з'являлися у всіх п'яти сезонах т/с Зоряна брама: Атлантида.